# Zuzana Liová
Zuzana Liová, née le 7 octobre 1977 à Žilina, est une réalisatrice et scénariste slovaque,. 

## Biographie
Né dans l'ancienne Tchécoslovaquie en 1977, elle étudie à l'École supérieure des arts de la scène de Bratislava, où ses matières principales sont l'écriture de scénarios et la dramaturgie. Après ses études, elle travaille comme dramaturge pour Slovenská televízia. Elle réalise son premier téléfilm, Ticho qui est diffusé sur Slovenská televízia en décembre 2005. 
Son premier film The House (Dom (en slovaque), Dům (en tchèque)), date de 2011. Elle en est également la scénariste. Le drame est projeté dans la section Forum du Festival international du film de Berlin 2011. La même année, il est également projeté au Festival international du film de Karlovy Vary. The House remporte six prix aux Slnko v sieti 2012, dont celui du meilleur film, et Liová elle-même pour le meilleur scénario. 
Zuzana Liová travaille depuis mars 2024 comme professeur adjoint à la faculté de cinéma de l'Université des arts du spectacle de Bratislava.

## Filmographie
- 2005 : Ticho, téléfilm
- 2011 : The House
- 2014 : Slovensko 2.0
- 2014 : Prvá, documentaire télévisé